# Xiuhtecuhtli-Iztacuhqui
Xiuhtecuhtli-Iztac dans la mythologie aztèque, est le dieu du feu blanc. Selon quelques sources il est le fils de Xiuhtecuhtli et Xantico, ou de Xantico seule. Il a trois frères appelés Xiuhtecuhtli-Tlatlauhqui, Xiuhtecuhtli-Cozauhqui, Xiuhtecuhtli-Xoxoauhqui, lesquels sont les autres personnifications du feu.